# Szakállas fóka
A szakállas fóka (Erignathus barbatus) az emlősök (Mammalia) osztályának a ragadozók (Carnivora) rendjébe, ezen belül a fókafélék (Phocidae) családjába tartozó faj.
Az Erignathus emlősnem egyetlen faja.

## Előfordulása
A szakállas fóka megtalálható az északi-sarkvidéki tengerek európai, ázsiai és észak-amerikai partjainál, valamint az ottani szigeteken. Elterjedésének határát általában az úszó jég déli határa képezi, de esetenként a jégmezők vidékére is behatol, ahol a gyűrűsfókához hasonlóan légzőlékeket tart fenn. Kedvelt élőhelye a jégmezők peremvidéke, ahol a tenger sekély (maximum 30-50 méter mély), a nyári félévben folyótorkolatokba és lagúnákba is behatol. A Jeges-tenger európai részén a Spitzbergák és a Kola-félsziget partjainál, távolabb pedig a szibériai partokon fordul elő. Bár sok állat esik a vadászat áldozatául, az állomány nincs közvetlen veszélyben. Állománya 500 000 példányból áll.

## Alfajai
- Erignathus barbatus barbatus Erxleben, 1777
- Erignathus barbatus nautica Pallas, 1811

## Megjelenése
Az állat hossza 2-2,5, néha 3,6 méter is, testtömege évszakonként változó: nyáron 275 kilogramm, télen 340-410 kilogramm. A hímek körülbelül 20 százalékkal nagyobbak a nőstényeknél. A felnőtt állat testének felső része barnásszürke, a gerinc mentén pedig sötétebb sáv húzódik. A fej rendszerint rozsdabarna. A borjak bundája rövid, de sűrű, és szürkésbarna. A bőr és zsírréteg a test össztömegének akár harminc százalékát is kitehetik, szigetelik és védik a fókát az északi-sarki kemény hideggel szemben. Nagy, kemény fejével a fóka léket tud vágni a vékony jégtáblákon. A hosszú, fehéres, végükön gyakran begöndörödött szőrszálak nagyon érzékenyek. Az állat nagy hasznukat veszi, amikor a tengerfenéken rákok után kutat. Négyszögletű, erőteljes mellső végtagjaival úszik a vízben és hajtja magát előre a szárazon, ezeken a 3. ujj hosszabb a többinél.

## Életmódja

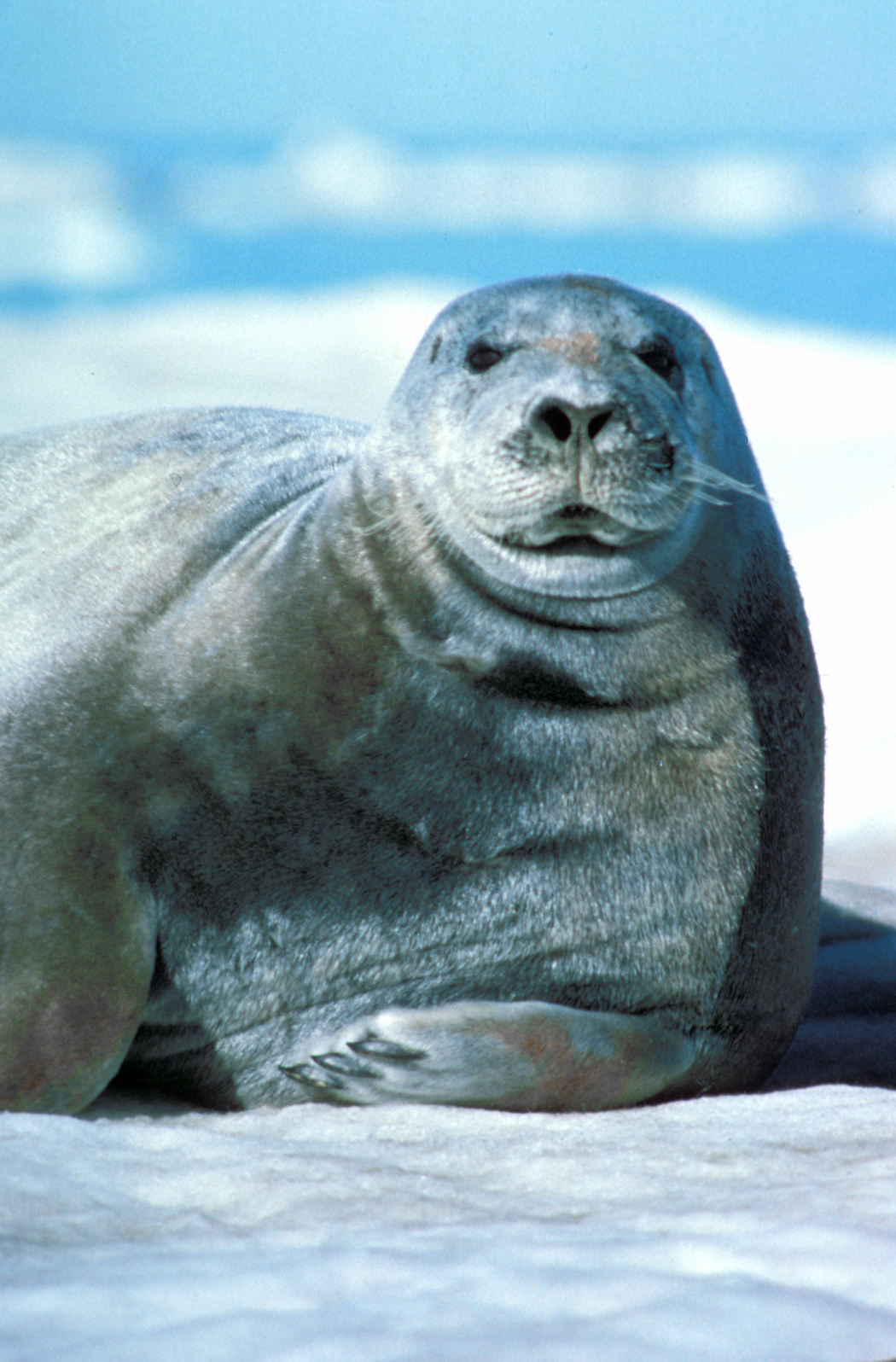
Figyelmes példány

A szakállas fóka magányos lény, de néha kisebb csoportokba verődik, sőt a gyűrűsfókák társaságát is megtűri. Az Ohotszki-tengerben ezer egyednél többet számláló csoportot is láttak. Megszokott helyéhez erősen ragaszkodik. A merülési idő a vadászat módja miatt akár 30 perc is lehet. A szakállas fóka ugyanis ritkán fog gyorsan úszó halakat. Élelmét a rozmárhoz hasonlóan a tengerfenéken keresi. 30 méternél mélyebbre nem szívesen bukik, így elég ideje van arra, hogy átvizsgálja az aljzatot. Egy mélyebb merülésnél a le- és felmenet nagyobb ráfordítást igényelne, és ráadásul kevesebb ideje is maradna a keresgélésre. Tápláléka rákok, kagylók, gyűrűsférgek, csigák és halak. Az aljzathoz tapadt zsákmányt mellső végtagjával kaparja le, csak ezekkel turkál a homokban is.
A vedlés, amely minden fóka életében kritikus időszaknak számít, a rövid sarkvidéki tavasz vége felé zajlik. Ilyenkor a szakállas fókák kifekszenek a jégtáblákra, a közeledő veszélyre sokkal lomhábban reagálnak, mint máskor, így könnyen áldozatul esnek egyetlen természetes ellenségüknek, a jegesmedvének. A vedlés során egészen betegesnek tűnnek. Az állat akár 30 évet is élhet.

## Szaporodása
A tehén 5-6, a bika 6-7 évesen válik ivaréretté. A párzási időszak április–május között van. A szakállas fókabikáknak nincs meg a többi fókafaj bikájára jellemző párosodási idény szaga. A tehenek a bikákat valószínűleg sajátos, dallamosan fuvolázó hangjukról találják meg; állandó párzóhelyeik nincsenek. A vemhesség 11 hónapig tart, beleértve a 2,5-3 hónapos késleltetett peteérést is. A tehén kétévente egy borjat ellik. Feltehetően a vízben és nem a szárazon születnek. Sötéten foltos gyapjúszőrzetüket közvetlenül ezelőtt vetik le. Születésekor a borjú 1,3 méter hosszú és 40-50 kilogrammos. Az anya soha nem hagyja el csemetéjét, amíg az nem elég nagy és erős ahhoz, hogy úszni tudjon. Az elválasztás már 12-18 nap után bekövetkezik, és ekkor a borjú súlya eléri a 85 kilogrammot.

## Egyéb
A szakállas fóka bőrét az eszkimók nagyra értékelték, csakúgy, mint vitamintartalmú szalonnáját.